# Контан (ресторан)

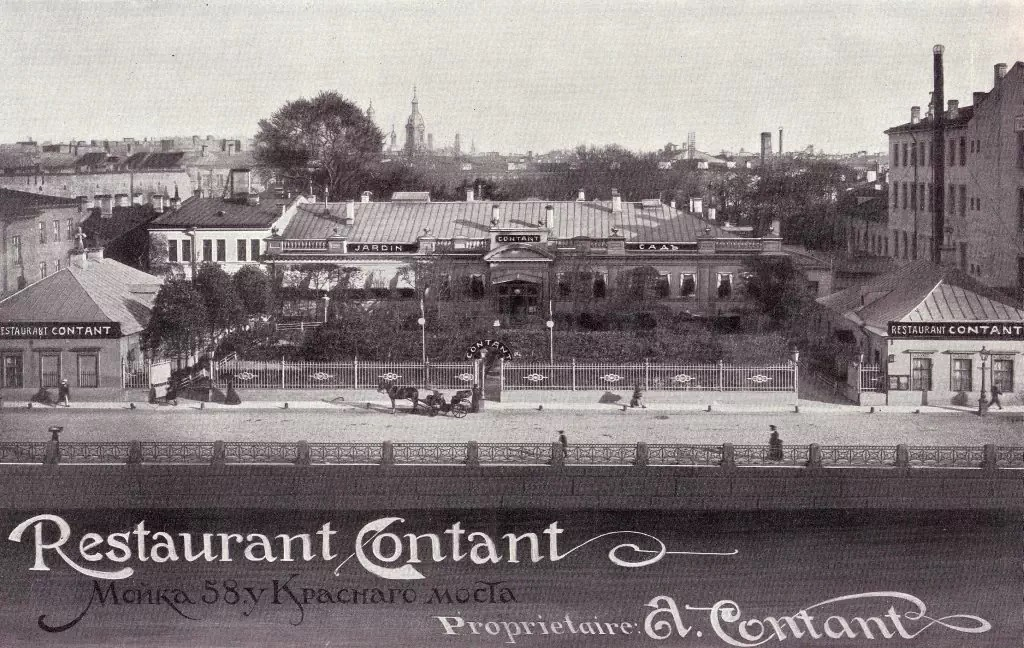
Вид на старое помещение «Контана» до 1910-х годов

Контан — дореволюционный ресторан в Санкт-Петербурге, располагавшийся по адресу набережной Мойки 58. Заведение было прозвано по имени своего владельца — Августа Кантона. «Контан» располагался в здании гостиницы «Россия», в глубине его двора и стал одним из самых знаменитых заведений общепита в дореволюционном Петербурге. С 1912 года Контан приобрёл звание самого фешенебельного ресторана в городе. 

## История
Хотя официальной датой открытия ресторана считается 1885 год, одноимённый ресторан Августа Кантона существовал раньше на соседнем участке. Н.И.Соболев, открывший на Мойке 58 гостиницу «Россия» уговорил Кантона перенести свой ресторан в первый этаж «России», так как располагавшиеся под одной крышей гостиницы и рестораны как правило приносили приличные доходы друг другу. Переместив «Контан» по новому адресу, Августу Кантону удалось сохранить как старых посетителей, так и привлечь новых, под крышей гостинице «Контану» удалось приумножить свою славу и стать одним из популярнейших ресторанов города. Ресторану достались остатки сада от усадьбы генерал-прокурора Сената Никиты Трубецкого, жившего на участке до 1760-х годов, где был организован летний сад. У ресторана был небольшой зал, в который можно было попасть по длинному коридору, освящённому тёмно-красным светом и застланному пышным ковром.   

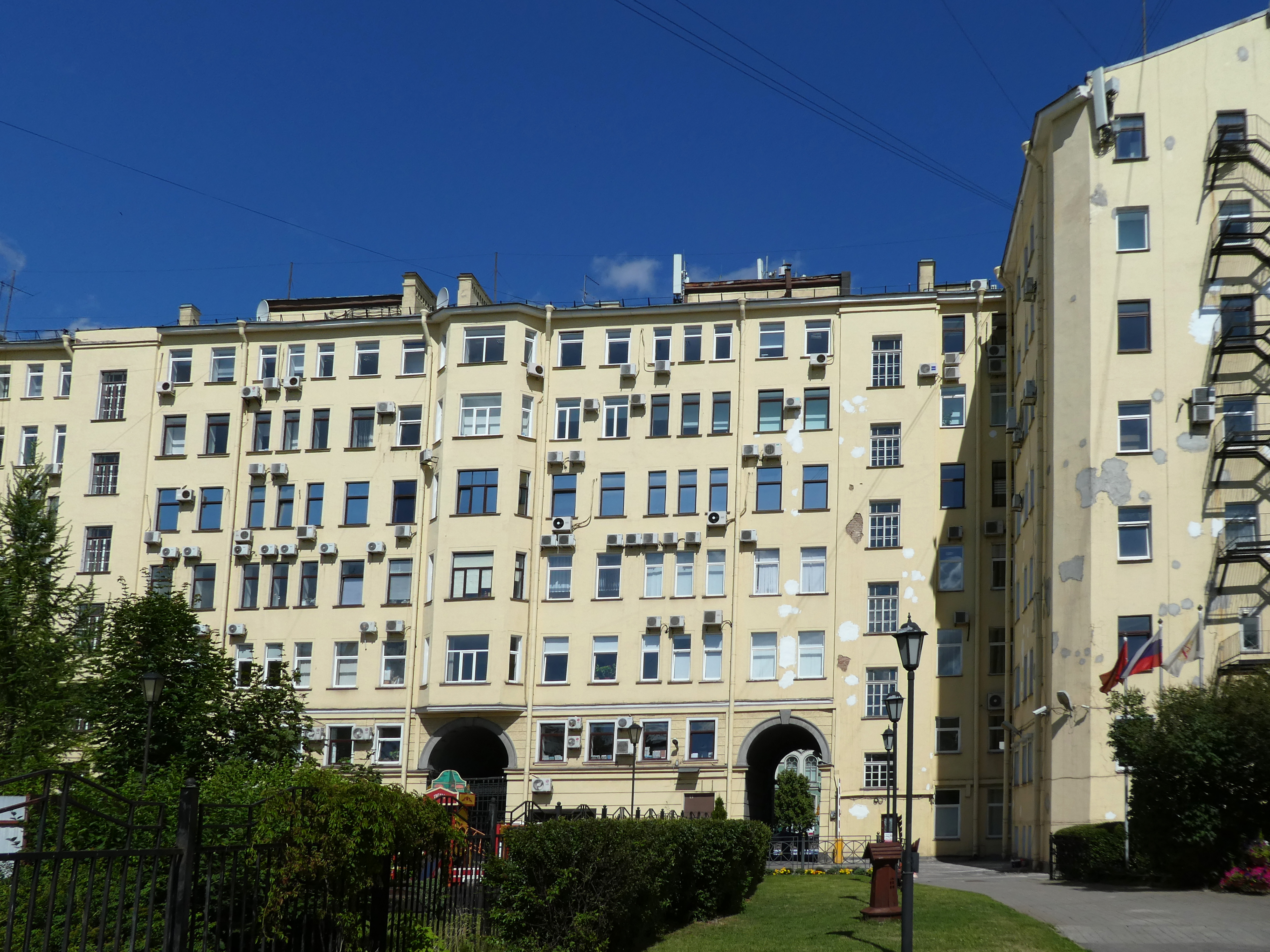
Современный вид на двор Мойки 58, где располагался летний сад ресторана

В 1888 году Кантон переехал по адресу ресторана и открыл там буфет. C 1891 года он занимался уже только ресторанным делом. Кантон первый начал в своём заведении организовывать передвижные выставки, с участием известных художников, в том числе Айвазовского, Маковского и других.
В конце 1890-х годов «Контан» перешёл во владение к Альмиру Жуену и Луи Филиппару, в 1912 году — к Оливье. Ресторан пользовался большой популярностью, как у богачей, так и прочей «приличной» публики. Посетители, которые не могли себе позволить оплатить обед, посещали бар ресторана. «Контан» предлагал типичные для французского ресторана блюда — пломбир с абрикосами, говяжье филе Фи-нансьер, суп-пюре из спаржи, консоме итд. 

### В новом здании
В 1911 году ресторан был почти полностью уничтожен пожаром. В 1913 и 1914 годах на участке был построен доходный дом Жуэна по проекту Мельцера и в котором разместили новый одноимённый ресторан. При новом заведении в его внутреннем дворе открыли летний сад, завоевавший популярность у посетителей. В нём была устроена летняя зала со столиками и открытой площадкой для музыкантов. Тогда же в «Контане» начал выступать популярный румынский оркестр под управлением Жана Гулеско, чьи выступления на скрипке ценились в Петербурге, появилась эстрада. 
Первым ударом для ресторана и гостиницы при ней стал тяжёлый экономический кризис, вызванный Первой мировой войной, затем последовали Октябрьская революция и за ней гражданская война и в 1918 году ресторан с гостиницей прекратили своё существование. В первые дни после революции, помещения ресторана и гостиницы стали штаб-квартирой черносотенной организаций Союз русского народа, Союз Михаила Архангела и других монархических объединений. В 1920-е годы помещения гостиницы и ресторана приспособили под коммунальные квартиры. 
| |  |  |  |
| На первых двух фотографиях — летний сад ресторана, на третьей — основной зал, на четвёртой — его работники |  |  |  |

## Посетители
В «Контане» постоянно устраивались творческие вечера деятели искусства и литературы. «Контан» посещали разные знаменитости и устраивали там торжественные рауты, банкеты и вечера. Среди них были художники Айвазовский, Маковский, композитор Рубинштейн, скульптор Трубецкий, певец Фигнер. «Контан» любили посещать Кузьмин, Мещерский, Нувель, Потемкин и другие. Здесь обсуждали сплетни о спектаклях, пьесах и литературных новинках. В начале XX века «Контан» сформировался, как литературно-художественный клуб, постоянными посетителями которого были Куприн, Блок, Толстой, Амфитеатров, Аверченко и другие. В ресторане был оборудован специальный кабинет для деятелей искусства, в котором поэты зачитывали свои стихи, а художники рисовали зарисовки и дружеские карикатуры. Данным художественными произведениями администрация ресторана украшала помещения ресторана. 
Здесь торжественные вечера устраивали выпускники Технологического института, участники съезда русских цементных техников и заводчиков, участницы Женского съезда итд. В «Контане» в 1916 году праздновали 25-ти летний юбилей франко-русского союзнического соглашения с участием высших сановников и дипломатов. Здесь устраивали концерты Зилотти, Глазунов, Шаляпин.
«Контан» связан с трагической судьбой молодого графа Николая Юсупова, здесь он устроил прощальный ужин со своей возлюбленной графиней Марией Гейден, помолвленной с другим графом Мантейфелем. Даже после замужества Николай и Мария продолжали встречаться и прознав об этом, оскорблённый Мантейфель вызвал Юсупова на дуэль и застрелил его.